# Rue Poncelet
La rue Poncelet est une voie du 17e arrondissement de Paris, en France.

## Situation et accès
La rue Poncelet est une voie publique située dans le 17e arrondissement de Paris. Elle débute au 10, avenue des Ternes et se termine au 1, rue Rennequin.
La rue Poncelet a porté le nom de « rue des Dames » jusqu'en 1868 (une autre section subsiste encore sous ce nom dans le quartier des Batignolles entre la mairie du 17e arrondissement et le cimetière de Montmartre). Elle longeait le château de Monceaux et conduisait à l'abbaye des Dames-de-Montmartre dont elle tient son nom.

## Origine du nom
Située dans un quartier où ont été groupés des noms de savants, la rue porte le nom de Jean-Victor Poncelet (1788-1867), militaire et mathématicien, au lendemain du décès de celui-ci.
Jean-Victor Poncelet fait avec la Grande Armée les campagnes de Prusse et de Russie comme lieutenant du génie. Laissé pour mort à la bataille de Krasnoï, il est fait prisonnier par les Russes. Nommé général en 1848, il dirige l'École polytechnique jusqu'en 1850.
Il est surtout connu comme mathématicien car il rénova la géométrie projective, aujourd'hui largement utilisée dans les systèmes de vision par ordinateur et de rendu graphique (OpenGL). On lui doit le théorème de Poncelet sur les coniques, dualité par pôles et polaires réciproques, faisceau harmonique et points cycliques.

## Historique
La rue Poncelet est l'une des sections d'un très long chemin conduisant des Ternes jusqu'à l'abbaye de Montmartre, qui figure sur tout le parcours sous le nom de « rue des Dames » dès 1672.

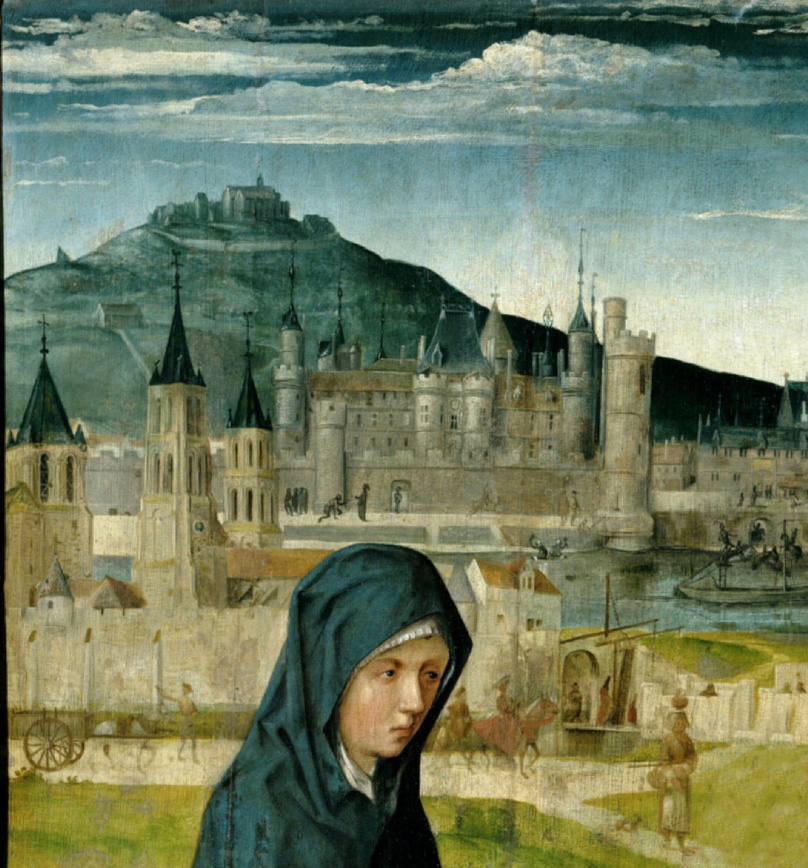
Vue sur Paris et Montmartre vers 1500.

Mais la rue des Dames existait bien avant cette date. « Elle formait anciennement une petite sente, tracée dans les propriétés des dames abbesses de Montmartre, qui possédaient ce territoire. En 1416, un titre appelle déjà cette rue, ruelle aux Nonaines, et en 1560, rue des Nonnes : (chacun sait que ce nom correspond à celui des dames). Aux Batignolles, il existe une rue absolument dans la même direction, qui a reçu le même nom pour la même raison. »
Le territoire des Dames de Montmartre était très vaste, car outre une grande partie de l’actuel 18e arrondissement, la partie nord du 9e et une partie de la plaine Monceaux, elles avaient des possessions en région parisienne et un peu partout en France. En particulier, l'abbaye était propriétaire des Menus (le nom que portait Boulogne-Billancourt au Moyen Âge) et l'abbesse avait sur le village des droits de haute et basse justice, ainsi qu'il résulte d'actes du XIIe siècle et des registres du Parlement de Paris de 1316.
On peut donc supposer que si cette longue rue des Dames conduisait des Ternes à l'abbaye de Montmartre, elle permettait aussi d'aller, de l'autre côté, des Ternes jusqu'au fief de Boulogne même si elle ne porte pas le même nom.
En effet, la sente des Dames se prolongeait jadis au-delà de l'avenue des Ternes, et contournait la butte de Chaillot (place de l’Étoile) par les rues actuelles de Montenotte et du Général-Lanrezac qui étaient alors également dénommées « rue des Dames ». Au XIXe siècle, ces deux rues prirent des noms divers dont « rue Neuve des Dames » ou « rue prolongée des Dames » et à un moment, avant 1869, « rue de la Plaine » car elle bordait la route des Sablons ».
En tout cas, il s'agit de l'une des plus anciennes voies du quartier et de l'une des plus importantes, puisqu'en 1849 « la rue des Dames,  est une des rares voies de la ville des Ternes qui soit pavée et  éclairée au gaz. Le pavage, dit à la mac-adam, avec de légers trottoirs, l'éclairage à l'huile, dans les temps d'obscurité, telle est la physionomie qu'elle présente et elle est en somme, assez bien entretenue ».
Cette ancienne voie de la commune de Neuilly est classée dans la voirie parisienne par décret du 23 mai 1863 et prend sa dénomination actuelle par décret du 10 août 1868 :
Décret du 10 août 1868
« Napoléon, etc., 

sur le rapport de notre ministre secrétaire d’État au département de l'Intérieur,
vu l'ordonnance du 10 juillet 1816 ;
vu les propositions de M. le préfet de la Seine ;
avons décrété et décrétons ce qui suit :
Article 13. — La rue des Dames, située entre les avenues des Ternes et de Wagram, prendra le nom de rue Poncelet ;
etc.
Article 17. — Notre ministre secrétaire d'État au département de l'Intérieur est chargé de l'exécution du présent décret.
Fait au palais de Fontainebleau, le 10 août 1868. »

## Bâtiments remarquables et lieux de mémoire
- No 26 : y habitèrent :
  - en 1885, le peintre orientaliste Edmond de Boislecomte[5],
  - le peintre paysagiste Léon Germain Pelouse, décédé à cet endroit en 1891.
- No 31 : jusque dans les années 1970, atelier de fonderie de la famille Monduit[6].

### Le marché Poncelet
Dans sa partie la plus proche de l'avenue des Ternes, au carrefour avec la rue Bayen, la rue Poncelet est animée par de très nombreux commerces et par son marché réputé. Ce marché avec ses étals dans la rue, devant les commerces, fut longtemps considéré avec le marché de Montorgueil et celui de Lévis comme l’un des plus beaux et des meilleurs de Paris (et pour beaucoup il l'est encore aujourd'hui). Il affecte un caractère bon enfant et ses vendeurs n'ont pas peur de faire sonner leur voix pour vanter la marchandise. Le marché quotidien offre de tout : du poisson à la charcuterie, de la carotte au navet, de l'épicerie à la pâtisserie, à côté des rôtissoires et des plats cuisinés. Tout s'y étale sans retenue aucune. La boucherie chevaline du no 3 a fermé mais a gardé son décor du début du 20e siècle.

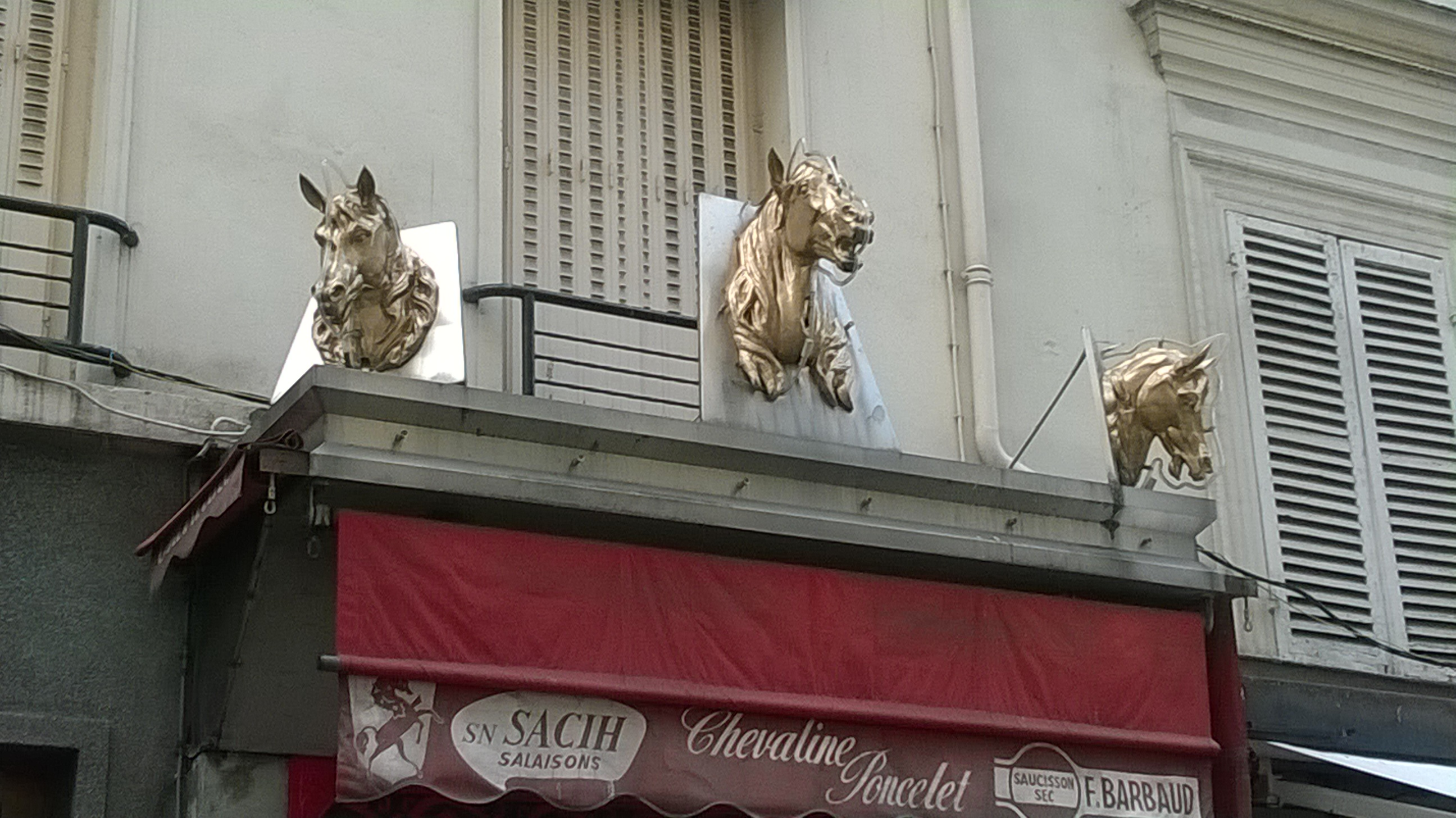
Boucherie chevaline du marché de la rue Poncelet.

### La lanterne de Démosthène

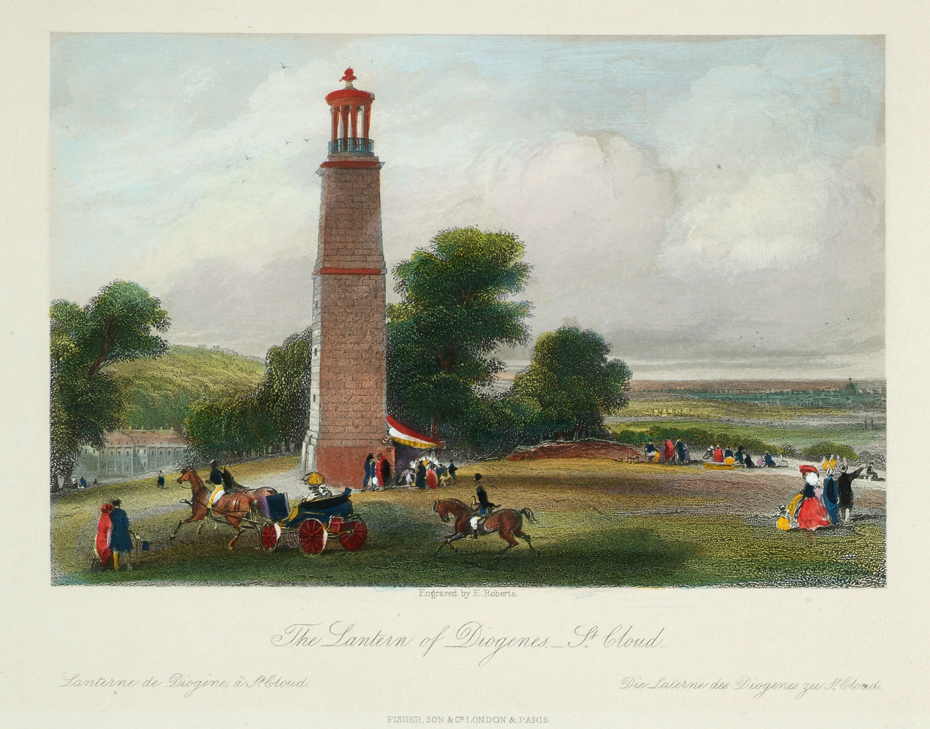
Lanterne de Démosthène au parc de Saint-Cloud.

C'est tout près, à l'entrée de la rue des Dames près de l'avenue des Ternes, qu'au commencement du XIXe siècle s'était établie la fabrique des frères Trabucchi, célèbres fumistes et poêliers. « Trabucchi frères, à la barrière du Roule ; travaillent aux châteaux de La Malmaison et de Compiègne ; exposent une reproduction en terre cuite de la lanterne de  Démosthène à l'Exposition des produits de l'industrie française dans la cour Carrée du Louvre en 1802 ». Haute de 18 m, la lanterne de Démosthène fut ensuite placée dans le parc de Saint-Cloud, et une lampe était allumée pour informer les Parisiens lorsque l'empereur Napoléon était présent au château. Il n'en reste aujourd'hui que les fondations.

### La rue des Dames par Alexandre Dumas
Une des curiosités de cette rue est constituée par un couloir « secret », ce qu'à Lyon on appelle une « traboule », rue quasi souterraine qui se faufile sous des immeubles et qui fait communiquer des rues séparées. Elle part du no 24, et débouche au no 67 de l'avenue de Wagram (ce passage est aujourd'hui malheureusement protégé par un digicode).
Ce goulet, qui fait correspondre l'avenue avec la rue située en contrebas (de 10 marches), est celui-là même qui, dans une comédie d'Alexandre Dumas (fils) L'Ami des femmes (datée de 1864) sert à son héroïne, madame de Simerone, pour échapper à un éventuel espion de ses amours « coupables » : entrant par le 67, avenue de Wagram, la voilà qui ressort rue des Dames et qui court à son rendez-vous.
« Montez dans votre voiture, qui est encore attelée… faites-vous conduire boulevard de Wagram, no 67. Il y a là un petit hôtel tout neuf. Ordonnez d'avance à votre cocher de s'en aller au bout d'une demi-heure, s'il ne vous a pas vue redescendre; sonnez, entrez. Traversez la cour et sortez par l'autre porte qui donne sur la rue des Dames. Là, vous trouverez une voiture que je vais y envoyer, et vous vous ferez conduire où vous avez affaire. »

### Central téléphonique Poncelet
À l'angle de la rue des Renaudes, au 33 de la rue Poncelet, se trouve le Central téléphonique Poncelet, conçu par Jean Dumont en 1971 et composé d'un centre de tri postal, des bureaux et des salles de réseaux de téléphonie. Sa façade de béton reflète l'architecture brutaliste en vogue à l'époque de sa construction.

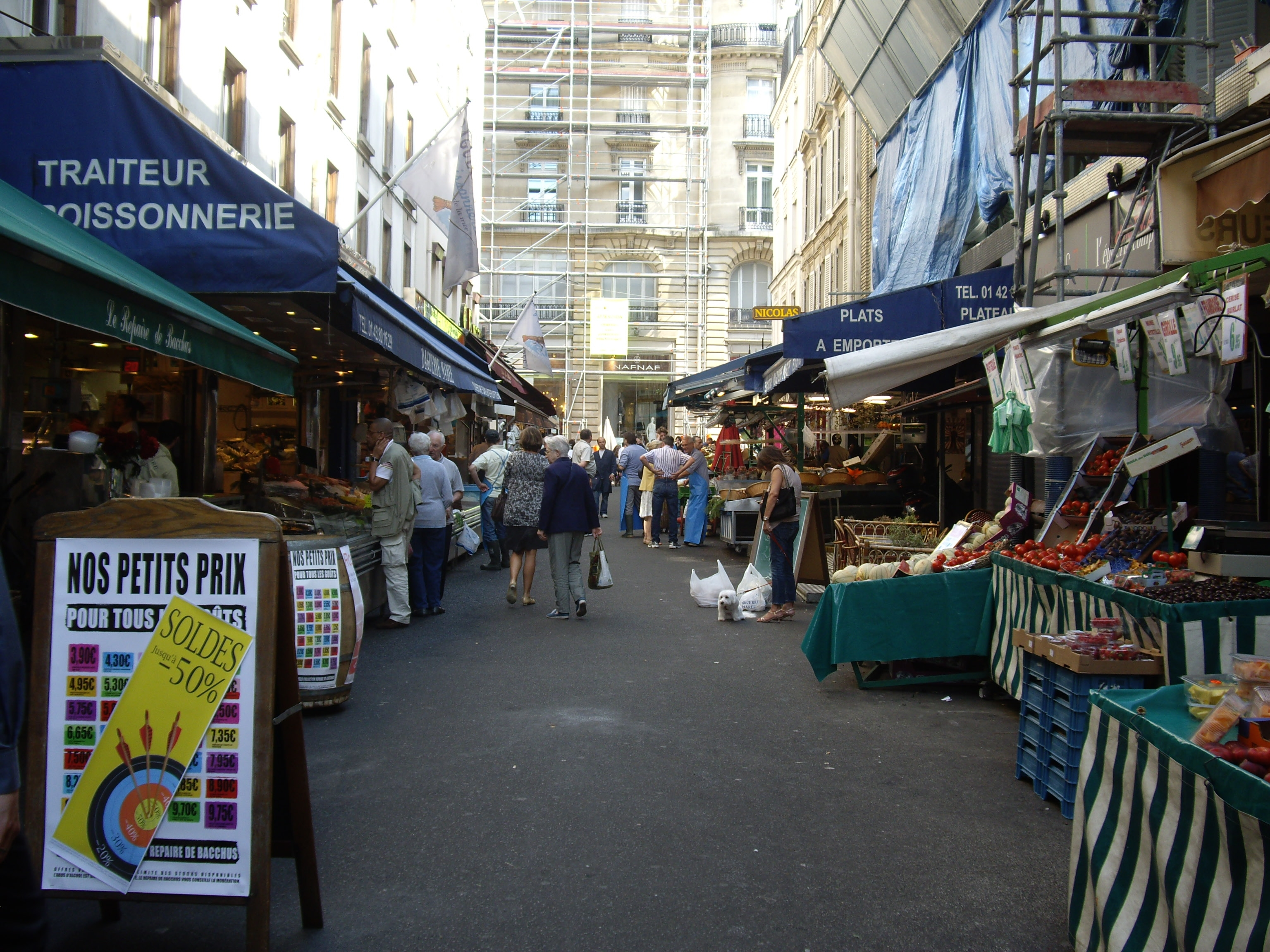
Marché Poncelet-Bayen.